# Къща на Димитър Цоков
Къщата на Димитър Цоков е построена през 1910 г. за съпругата му графиня Анна Герсеванова. Архитектурен паметник с високи индивидуални качества.
Къщата се намира на бул. „Цариградско шосе“ 17 в София, на кръстовището с ул. „Загоре“. За нея е характерна бароковата орнаментация. Притежава мощен главен корниз, декоративни колони, а мансардният покрив е с кръгли прозорци. Къщата е отдавана под наем на посолства и военни мисии. По-късно е отчуждена за ползване от милицията, а след това се ползва за детска градина. Впоследствие е върната на наследниците.